# Fortis
Fortis är en belgisk bank. Fortis nationaliserades delvis den 28 september 2008, då de belgiska, nederländska och luxemburgska staterna investerade totalt 11,2 miljarder euro.